# لورنس وايلد
لورنس وايلد (بالإنجليزية: Laurence Wild)‏ هو مدرب كرة سلة وضابط أمريكي، ولد في 1 مايو 1890 في ويلبر في الولايات المتحدة، وتوفي في 26 مايو 1971 في كورونادو في الولايات المتحدة.

## روابط خارجية
- لورنس وايلد على موقع كلية كرة السلة في سبورتس رفرنس.كوم (الإنجليزية)